# 이가야 지하루
이가야 지하루(일본어: 猪谷 千春, いがや ちはる, 1931년 5월 20일~)는 일본의 알파인 스키 선수이다. 1956년 동계 올림픽 알파인 스키 회전 부문에서 일본인으로는 처음으로 동계 올림픽에서 은메달을 획득했다. 그는 유럽과 북아메리카를 제외한 지역 출신으로는 사상 처음으로 동계 올림픽에서 메달을 획득한 선수로 기록되었다. 은퇴 후 국제 올림픽 위원회(IOC) 위원으로 활동했다.

## 같이 보기
- 가사야 유키오 (1972년 동계올림픽 일본 최초의 금메달)
- 아오치 세이지 (1972년 동계올림픽 일본 최초의 동메달)